# Nematogmus
Nematogmus là một chi nhện trong họ Linyphiidae.

## Các loài
Chi này gồm các loài:
- Nematogmus dentimanus Simon, 1886
- Nematogmus digitatus Fei & Zhu, 1994
- Nematogmus longior Song & Li, 2008
- Nematogmus membranifer Song & Li, 2008
- Nematogmus nigripes Hu, 2001
- Nematogmus rutilis Oi, 1960
- Nematogmus sanguinolentus (Walckenaer, 1842)
- Nematogmus stylitus (Bösenberg & Strand, 1906)